# スーパーチャイニーズ3
『スーパーチャイニーズ3』は、1991年3月1日にカルチャーブレーンより発売されたファミリーコンピュータ用ゲームソフト。『スーパーチャイニーズ』（1984年）シリーズの第三作目である。

## 概要
基本は2人同時プレイ可能で前作同様、戦闘がアクションになっているRPGだが、戦いのアクション時「上下に向くことができず、左右しか攻撃できない」、「敵が持っている凶器を奪って自分の武器として攻撃する」、「攻撃を当てるとひっくり返って気絶する」、「その気絶した相手を捕まえて投げ飛ばす」など、『ダウンタウン熱血物語』（1989年）に代表される『くにおくんシリーズ』のシステムを真似ている。そのせいか従来作品の『スーパーチャイニーズ2』（1989年）までとはかけ離れたアクション性になっている。なお、こうした戦闘方法はスーパーファミコンへシリーズ移行した際にも踏襲された。
この仕様変更の影響なのか、前作までカンフーで戦っていた主役陣が今作から何の説明もなく「忍者」になり「忍術」も使うようになる。
また、この作品以降から宿賃（前作のみにあった）が必要無くなる。
さらには前作同様、エンカウント率が高く逃亡成功確率が低くなっており、加えて今回はレベルを上げても攻撃力が増えないシステムになっているため、戦闘時間が長くなっている。

## ストーリー
おなじみのチャイニーズランドにあやしい物体が近づいてきた。その正体は銀河軍団というシュババン将軍率いるエイリアン部隊だった。帝都であるヨウカンもまたたくまに占領され、都の皇子ボク珍殿下がジャックとリュウに助けを求めてきた。ここからジャックとリュウの世界の平和を守るための旅が始まる。

## ゲーム内容

### アイテム
あんまん
力あんで作られている。HPを40P回復。
にくまん
HPとNPが全回復する。
まよけカプセル
戦闘中の石化や金縛りを解く。
ビックリボム
町で買うことも、拾うこともできる爆弾。設置すると攻撃はもちろん、壁を穴にあけたりすることも可能（隠し通路にいけることもある）。
こぼうずくん
2プレイ時、死んだ仲間をよみがえらせる。戦闘中には使えず、フィールド上のみに使用可能。
おつかいくん
フィールド上から、町までおつかいにいってくれる。しかし、頼めるのは5つまでで、普通店で買う料金より2倍高くなっている。別名ぱしり君。
パタパタウィング
頭につけるとしばらくの間、空を飛ぶことが可能になる。アスレチックに有効。
ギョーザ
Pブロックにたまに入っている。HPとNPはともに30P回復するが、口が臭くなる。
ボヨヨーンシューズ
敵から奪うことでしか手に入らない。一定の距離を跳躍しながら移動し、敵を攻撃する。
￥
6つ集めるとパワーボールが使えるようになる。
ドクロ
取るとせっかく集めた￥が0になってしまう。
剣・ヌンチャク
敵から奪ったり、Pブロックから拾ったりすることもできる。

### 武器・装備品
スピードパンチ
加速装置つきのグローブで、連打がしやすい。
音速パンチ
ジェット加速装置つきで、スピードパンチの倍の力を誇る。2回攻撃が可能。
光速パンチ
フラッシュ加速つきのパンチで、スピードパンチの3倍の力。3回攻撃が可能。
超速パンチ
異次元加速装置つきで、わずかしか作られていない。
ファイヤーパンチ
火を吹くパンチで攻撃力が高い。町のどうぐやでは売っていない。
しーびれパンチ
電気で敵をビリビリしびれさせることができるパンチ。町のどうぐやでは売っていない。
ごくらくパンチ
敵を気持ちよくさせて、一撃で倒してしまう幻のパンチ。町のどうぐやでは売っていない
サンダーセイバー
柄の中に発電装置がついている新型の剣。普段は柄だけで、使用する時は電気の刃を作る。
アトミックブレード
発電装置から1,25ジコワットの雷と同じエネルギーを生む史上最強の武器。
デンジンシールド
敵の忍術弾をはじく。カプセルザウラーの攻撃に有効。
ライジンシールド
強力な電磁バリアを発生させ、盾に装備する。
カンフークロス
布製の戦闘服。チャイニーズランドでは一般的な防具。
シノビクロス
カンフークロスの肩、肘、膝に補強が入ったもの。
コテツアーマー
金属で作られたシノビ服。一般の人が着ると重くて動けない。
コンゴウアーマー
ダイヤせんいで作られたシノビ服でとても高価。
カンフーキャップ
シノビクロスと同様のせんいで作られた帽子。
シノビキャップ
カンフーキャップの強化型。軽くて硬い。
おんみつメット
金属製のカブト。一般の人がかぶると首の骨が折れる。
イコウガカブト
戦闘時に半球状のバリアが頭を覆う特殊なカブト。

### 忍術
パワーデルン
体力を50P回復する。
ダブルしゅりけん
カニ丸からもらえる武器。四方手裏剣を投げつける。
スーパーしゅりけん
ブーメランのように手元に戻ってくる手裏剣を投げつける。
はんしゃしゅりけん
壁や天井に当たると反射する手裏剣を放つ。スクロールの無いステージで有効。
ドッカンしゅりけん
ビックリボムの手裏剣版。当てるだけでなく、爆発でもダメージを与えられる。
エスケープリーフ
天竜聖人からもらえる。使用すると戦闘から逃れる。
爆烈はなび
最も過激な技。爆発を起こし敵にダメージを与える。
とっぷううちわ
とてつもない風で画面上の敵を吹っ飛ばす。ボス戦で使用すると敵の動きを封じられる。
タイムスローダー
敵の動きを遅くする。
ミエールライト
姿が見えない敵を見破ることができる。
コピー君
プレーヤーの姿そっくりな風船のようなもので敵の注意をひきつける。
スパイダーシューズ
天井にペタリと張り付いて移動することが可能になる。
チューミクロン
自機をネズミ大に小型化することができる。狭い通路を通過するのに必要。
ドアツケール
地下の奥深いところから、一瞬で地上に戻れる。
サテライトフラッシュ
ボス戦でパワーボールを使用するとこの忍法になる。成功率は低いが、成功すれば敵に大ダメージを与えられる。

## 登場キャラクター

### メインキャラクター
ジャック
本作品の主人公でチャイニーズランドの元気少年。前作と同様一人プレイでやる時に使用するのはこのキャラクター。
リュウ
もう一人の主人公。ジャックと同じく元気少年。前作と同様二人プレイする際に使用できる。一人プレイでやる時は、ボス戦でのみ助っ人として呼ぶことが可能。
ボク珍殿下
チャイニーズランドの帝都ヨウカンの皇子。わがままでジャックたちを困らせることもあるが、まだまだ子供でありながら勇気は人一倍ある。ボスとの対決では「そっとハナクソをつけて帰ってきた」「○○（ボス名）に0ダメージをあたえた。フッ、どんなもんだい」等のような役に立たないことが多いが、たまに大激怒してボスにダメージを与えたり、あんまんをかすめとる、忍法パワーフエルフエルでNPもしくはHPを回復させたりするなどの活躍を見せたりする。
珍の始皇帝
チャイニーズランドの君主。たびたび帝都ヨウカンを占領されているが、国のことについては詳しい。

### お助け12星座
カニ丸
12星座の中で最初に出会う。ジャックたちに修行をつけ、ダブルしゅりけんを与えてくれる。「～カニ」という語尾をつける。モデルは蟹座。
正義博士
サイエンの町に住む研究所の科学者。今世紀最大の科学者といわれている。ジャックたちに乗り物を作ったり改造してくれる。モデルは牡羊座。
カプリコン平
スットンバレーに住むヤギのガンマン。タウラスじいさんを紹介してくれたりする。「メェー」という語尾をつける。モデルは山羊座。
タウラスじいさん
スットンバレーの北の山にいる牛のじいさん。スコップを持っており、町の鉄道を動かしてくれる。ダジャレを言う愉快な性格の持ち主でジャックたちにチューミクロンの術を授ける。モデルは牡牛座。
赤兵衛・青兵衛
スットンバレーに住む双子。ジャックたちに修行をつけ、記念にタイムスローダーの術を授ける。モデルは双子座。
アクエリ飛鳥
アニマルタウンに住む水がめの頭をしたおばさん。ジャックたちに修行をつけ、ドアツケールの術を授ける。攻略本によると「ババア」と呼ばれることを嫌う。モデルは水瓶座。
バル子ちゃん
アソベシティ名物の占い師。10000せんで占い、情報を教えてくれる。またおまけ商品としてコピー君をくれる。モデルは乙女座。
wow太郎
さかな島に住む魚の少年。カメのエサをくれ、カメ島のことを教えてくれる。「うおー」という語尾をつける。モデルは魚座。
サジタリ酋長
カメ島に住む酋長。「ウンババ」が口癖。モデルは射手座。
ガング王
ガチャトピアに住む王。町の充電器が壊れてしまい、直すために助けを求めてしまうことになる。モデルは天秤座。
伊甲賀獅子の進
伊甲賀の里に住むライオン。ジャックたちに最後の修行を与え(さらにスパイダーシューズを授ける)、伊甲賀六人衆と戦わせる。戦いを終えると天竜の剣を与えてくれる。モデルは獅子座。
スコピョン大名
最後のお助け12星座で敵の本拠地、悪魔島に住む。モデルは蠍座。

### 銀河軍団
ボス戦のみ、戦闘がアクションではなくRPGらしいコマンド入力方式の戦闘になる。
ガキン司令
銀河軍団の中で最初に戦うゾウの姿をしたボス。帝都ヨウカンを支配する。得意技はガッキーンスパイラルと、敵の動きを封じるガッキンタマ。
ドクターピキン
鉄道近くの基地に潜む科学者で、スットンバレーにアホ菌をばら撒いた張本人。「イーヒヒヒヒ」という笑い方をする。得意技はチュドドドド・チュドドドド・チュドドドドドンバルカン。ピンチになるとピッキーコンビネーションでグレートガッチャンダーにパワーアップし、新技として悪の鉄拳ズババババンが使えるようになる。
『スーパーチャイニーズワールド』にてDr.パキンとして再登場する。
プルルン男爵
超獣軍団のボス。自分が率いる恐竜軍団たちはアニマルタウンの住民をさらって食糧にしていた。得意技はすっぽんバズーカとぴかりんレーザー。姿を消す技モスモークスモークを使用するが、ある忍術で破ることができる（姿を消している時は攻撃を受け付けない）。
ザブン大使
うずまき島に住む蟹のような姿をした支配者。うずまき島の海龍王を仲間に引きずり込む。得意技はザブンフラッシュパンチと、敵の動きを封じるザブザブネット。リフレッシュパワーで体力を回復する。
シュババン将軍
銀河軍団の首謀者。悪魔島の地底深くに潜む。このボスのみ通常のアクション戦闘で戦う事になる。剣による攻撃でしかダメージを与えられない。
ギンガラガッシャン
最終ボス。銀河軍団の最終兵器。得意技はウオーンウンギャラガオーンブビーとウオーンウンギャラガオーンシュワッチ。

## スタッフ
- ディレクター：阿迦手観屋夢之助
- シナリオ：さとうけんたろう
- シナリオ・アシスタント：あけみねまさみ
- プログラム：たちばなあきら
- アシスタント・プログラム：なんばらゆずる、きたじょうかずや
- グラフィック・デザイン：ひだかたくみ
- キャラクターデザイン：しいなつかさ、かわはらひとみ、ましばけいこ
- 音楽：みやびえいじ（沢彰記）
- 効果音：いぬいまさむね
- サウンドプログラム：DAVID E やまもと
- プロデューサー：阿迦手観屋夢之助

## 評価
ゲーム誌『ファミコン通信』の「クロスレビュー」では合計24点（満40点）、『ファミリーコンピュータMagazine』の読者投票による「ゲーム通信簿」での評価は以下の通りとなっており、21.38点（満30点）となっている。同誌1991年5月10日号特別付録の「ファミコンロムカセット オールカタログ」では、「前作同様、ゲーム中には全編ギャグの嵐」と紹介されている。
| 項目 | キャラクタ | 音楽 | 操作性 | 熱中度 | お買得度 | オリジナリティ | 総合  |
| 得点 | 3.93       | 3.48 | 3.46   | 3.62   | 3.41     | 3.49           | 21.38 |

## 関連作品
攻略本
- ファミリーコンピュータ必勝法スペシャル スーパーチャイニーズ3（勁文社〈ケイブンシャの大百科別冊〉）

1991年5月17日初版　雑誌コード63550-74